# 大協精工
株式会社大協精工（だいきょうせいこう）は日本の医薬医療用パッケージの製造会社。

## 概要
1954年設立。医療用のゴム栓や医療用プラスチック素材・製品の開発・製造・販売を行っており、
これまでの樹脂製品にはない特性を持ったプラスチック素材「Daikyo Resin CZ」やラミネート処理したゴム栓等を世界各国へ販売している。

## 沿革
- 1954年 - 鐘ヶ淵ゴム化工として創立。
- 1960年 - 有限会社日本工機ゴム製作所に改称。
- 1965年 - 株式会社大協ゴム精工に改称。
- 1993年 - 株式会社大協精工に改称。